# International Society for Human Rights
International Society for Human Rights (ISHR) (tysk: Internationale Gesellschaft für Menschenrechte) (IGFM)) er en international menneskerettighedsorganisation, der har konsultativ status i Europarådet. Den har sæde i Frankfurt am Main.
Organisationen blev grundlagt i Vesttyskland i 1972 som Gesellschaft für Menschenrechte (GFM) med formålet at fremme international forståelse og tolerance inden for alle aspekter af kultur og samfund. I 1982 blev organisationen omdøbt til dens nuværende navn i forbindelse med at der blev etableret afdelinger i Østrig, Schweiz, Storbritannien og Frankrig. Organisationen tæller i dag 48 nationale afdelinger, regionale komitéer og tilhørende organisationer på verdensplan.
International Society for Human Rights/Internationale Gesellschaft für Menschenrechte har særligt lagt vægt på menneskerettighedsbrud i østbloklandene i Europa, særligt under den kolde krig og overvåget religionsfrihed i land som Vietnam og Kina. DDR erklærede i 1975 organisationen for "fjende af staten", og Stasi lancerede en kampagne mod organisationen for at miskreditere den. Recently, the ISHR has focused on freedom of religion and freedom of press issues in countries such as Vietnam and China.
Organisationen udgiver tidsskriftet Human Rights Worldwide (engelsk) og MenschenRechte (tysk).